# Pożeriewicy
Pożeriewicy (ros. Пожеревицы) – wieś (ros. деревня, trb. dieriewnia) w zachodniej Rosji, centrum administracyjne wołostu Pożeriewickaja (osiedle wiejskie) rejonu diedowiczskiego w obwodzie pskowskim.

## Geografia
Miejscowość położona jest nad rzeką Zachonje, przy drodze regionalnej 58K-018 (Porchow – Łoknia), 13 km od centrum administracyjnego rejonu (Diedowiczi), 96 km od stolicy obwodu (Psków).
W granicach miejscowości znajdują się ulice: Jużnaja, Nowaja, Nowosiełow, zaułek Pientgienowskij, Promyszlennaja, Sadowaja, Sowietskaja 1-ja, Sowietskaja 2-ja, Szkolnaja, Wyszegorodskaja, zaułek Wyszegorodskij.

## Demografia
W 2010 r. miejscowość zamieszkiwało 400 osób.